# Roger Poitou-Duplessy
Pour les articles homonymes, voir Poitou-Duplessy.
Roger Poitou-Duplessy, né le 8 avril 1883 à Lorient (Morbihan) et mort le 29 juillet 1911 à Neuilly-sur-Seine (Hauts-de-Seine), est un homme politique français.

## Biographie
Député de la Charente de 1910 à 1911, il siège à droite avec les indépendants et le groupe de l'Action libérale. Il est le frère de Jacques Poitou-Duplessy, député de la Charente.

## Sources
- « Roger Poitou-Duplessy », dans le Dictionnaire des parlementaires français (1889-1940), sous la direction de Jean Jolly, PUF, 1960 [détail de l’édition]